# Ennio Antonelli
Ennio Antonelli (Todi, 18. studenog 1936.) talijanski je prelat Katoličke Crkve koji je bio predsjednik Papinskog vijeća za obitelj od 2008. do 2012. godine. Biskup je od 1982., a od 1982. do 1988. bio je biskup Gubbija, od 1988. do 1995. bio je nadbiskup Perugie, a od 2001. do 2008. bio je nadbiskup Firence. Vodio je Talijansku biskupsku konferenciju od 1995. do 2001. godidne. Imenovan je 2003. kardinalom.
Bio je jedan od kardinala izbornika koji su sudjelovali na papinskoj konklavi 2013. godine na kojoj je izabran papa Franjo.